# Stormborn
"Stormborn" é o segundo episódio da sétima temporada da série de televisão de fantasia da HBO, Game of Thrones, e o 62º em geral. O episódio foi escrito por Bryan Cogman, e dirigido por Mark Mylod.
Em Pedra do Dragão, Daenerys Targaryen (Emilia Clarke) começa a planejar sua conquista de Westeros, decidindo usar um exército liderado de Westeros para cercar Porto Real, e enviando sua infantaria de Imaculados e Dothraki para atacar Rochedo Casterly. Em Winterfell, Jon Snow (Kit Harington) recebe uma mensagem de Tyrion Lannister (Peter Dinklage), convocando-o para ir à Pedra do Dragão, o que Sansa Stark (Sophie Turner) o aconselha a ignorar, mas não é levada em consideração. Nas Terras Fluviais, Arya Stark (Maisie Williams) começa sua jornada para Porto Real, mas muda de ideia e, em vez disso, segue para o norte, em direção à Winterfell, antes de ser cercada por uma matilha liderada por sua ex-loba gigante, Nymeria. Em Porto Real, Cersei Lannister (Lena Headey) alerta seus seguidores sobre a iminente invasão de Daenerys. No Mar Estreito, os Greyjoy e as Serpentes de Areia, são atacados pela Frota de Ferro de Euron Greyjoy (Pilou Asbæk), com Yara Greyjoy (Gemma Whelan) e Ellaria Sand (Indira Varma) sendo levadas como reféns. Na Cidadela, Samwell Tarly (John Bradley) tenta curar a escamagris de Jorah Mormont (Iain Glen).
"Stormborn" recebeu elogios de críticos, que consideraram o ataque de Euron Greyjoy contra a Frota de Ferro de Yara, a assembléia dos aliados de Daenerys em Pedra do Dragão, e o reencontro de Arya com sua loba gigante, Nymeria, como os destaques do episódio. Nos Estados Unidos, o episódio alcançou uma audiência de 9.27 milhões em sua primeira exibição.

## Enredo

### Em Pedra do Dragão
Daenerys Targaryen confronta Varys sobre suas mudanças anteriormente de fidelidades. Varys declara que sua lealdade é para com o povo; Daenerys confia em seu juramento para dizê-la diretamente se ela falhar para com as pessoas, e promete sua morte se ele a trair. Daenerys concede uma audiência para Melisandre, que a pede para conhecer Jon Snow, pois eles "têm papéis para desempenhar". Tyrion Lannister garante a lealdade de Snow e recomenda os Stark como aliados. Daenerys instrui que Tyrion convoque Jon para se ajoelhar. Yara Greyjoy e Ellaria Sand passam por uma humilhação ofuscante em Porto Real, mas Daenerys não pretende destruir o território que planeja governar; ela concorda com o plano de Tyrion: seus exércitos de Westeros irão cercar Porto Real, enquanto os Imaculados tomarão Rochedo Casterly. Olenna Tyrell aconselha Daenerys a ignorar conselhos de "homens inteligentes".
Antes de partir para liderar seu exército, Verme Cinzento revela a Missandei que ela é a sua fraqueza, porque ele nunca teve medo de nada antes de amá-la. Missandei aceita Verme Cinzento, apesar de ele ser emasculado; ele executa cunilíngua nela.

### Em Vilavelha
Arquimeistre Ebrose diz para Samwell Tarly que a escamagris de Jorah Mormont é intratavelmente avançada; Jorah tem cerca de seis meses de saúde mental antes dos efeitos iniciais, e o suicídio é sua única alternativa para o exílio entre os Homens de Pedra de Valyria. Samwell descobre um tratamento; Ebrose lhe diz que é proibido, pois há riscos de transmissão, mas Samwell realiza o agonizante procedimento em segredo.

### Em Winterfell
Jon Snow recebe a mensagem de Daenerys, a qual Tyrion redigiu diplomaticamente como um convite. Sansa Stark e Davos Seaworth advogam negativamente, mas Davos lembra da eficácia de vidro de dragão contra os mortos-vivos. Depois de receber as informações de Samwell sobre o vidro de dragão em Pedra do Dragão, Jon decide ir, apesar da oposição de seus aliados; ele não desonrará sua igualdade de Daenerys enviando um emissário. Jon nomeia Sansa como regente, surpreendendo-a, e ameaça Mindinho para parar de perseguir Sansa.

### Nas Terras Fluviais
Torta Quente diz para Arya Stark que Jon Snow reconquistou Winterfell; ela segue para o norte. Cercada por uma matilha de lobos, ela reconhece o alfa como sua loba gigante, Nymeria, da qual se separar anos atrás ("The Kingsroad"), e a convida para o norte; no entanto, Nymeria a deixa em paz.

### Em Porto Real
Cersei Lannister recorre a lordes, incluindo os seguidores da Casa Tyrell, para apoio contra Daenerys, interpretando-a como uma invasora estrangeira perigosa. Jaime Lannister oferece para Randyll Tarly a Senhoria do Sul se ele se tornar Jaime segundo-em-comando. Qyburn mostra um escorpião, um projétil de arma, para Cersei; sua lança perfura o crânio de Balerion, o maior dragão de Aegon, o Conquistador.

### No Mar Estreito
A Frota de Ferro de Euron Greyjoy ataca a tripulação de Yara. Euron mata Obara e Nymeria Sand; seus homens sequestram Ellaria e Tyene Sand, enquanto ele leva Yara como prisioneira. Theon Greyjoy, assustado pela violência, pula no mar, abandonando Yara e sobrevivendo à batalha.

## Produção

### Escrita

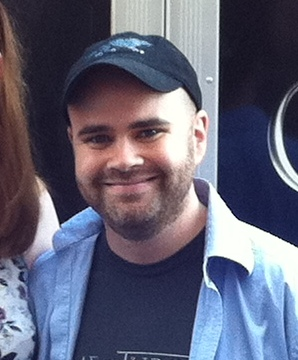
Bryan Cogman escreveu o episódio.

"Stormborn" foi escrito por Bryan Cogman. Cogman foi um escritor para a série desde o seu início, anteriormente escrito, outras nove episódios. O título do episódio, "Stormborn", é uma referência a Daenerys Targaryen, que nasceu em meio a uma grande tempestade, ganhando-lhe esse apelido. Em "Inside the Episode" segmento publicado pela HBO , na sequência da primeira exibição do episódio, co-criadores e produtores executivos da série, David Benioff e D. B. Weiss, foram entrevistados, dizendo: "Nós a última vez que vi Nymeria quando Arya fez fugir, porque ela queria salvar Nymeria da vida, - Ela sabia de Cersei, que ia matá-la se ela achou, e quando ela finalmente encontra Nymeria novamente — ou Nymeria encontra — obviamente ela quer Nymeria para voltar para casa com ela e ser o seu fiel companheiro novamente. Mas Nymeria encontrou sua própria vida." Eles continuaram observando que a linha de que a frase "não é você" foi uma referência direta ao que ela disse para Ned Stark na primeira temporada, quando ele estava dizendo a ela que ela vai ser uma "senhora do castelo e se casar com um senhor e vestindo um belo vestido de babados", que Arya respondeu dizendo: "isso não é comigo". Weiss, continuou, "que Arya não domesticados. Isso faz total sentido o lobo não iria ser. Uma vez que o lobo vai embora, no primeiro momento ela está com o coração partido para ter chegado perto, mas depois ela percebe que o lobo está fazendo exatamente o que ela poderia fazer se ela era que o lobo."

### Escolha de elenco
O episódio contou com o retorno de Ben Hawkey como Torta Quente, que foi visto pela última vez na temporada 4, em "Mockingbird". Hawkey falou sobre seu retorno ao Entertainment Weekly, dizendo que ele não esperava nunca mais volte. Antes de começar o script e evitar o retorno da personagem para ser transmitido, os produtores deram Hawkey um nome de código, quando a comunicação por e-mail. Ele continuou, dizendo que a cena foi "muito bom" e um "perfeito pouco cena de Torta Quente". "Stormborn" foi também o último episódio de Keisha Castle-Hughes e Jessica Henwick, como Obara e Nymeria Areia foram mortos. O episódio introduziu novos recorrente membro do elenco Tom Hopper como Dickon Tarly, substituir Freddie Estroma, que brevemente interpretou o personagem na sexta temporada.

### Filmagens
"Stormborn" foi dirigido por Mark Mylod, o primeiro de dois episódios para essa temporada. Ele juntou-se a série como um diretor na quinta temporada, o primeiro episódio a ser "High Sparrow", que foi seguido por "Sons of the Harpy". John Bradley falou sobre como foi filmar a sor jorah tons de cinza cena com o ator Iain Glen. Antes de filmar Iain teve de se sentar no próteses trailer de cerca de cinco horas, enquanto o compõem departamento "aplicada estes realmente detalhadas e complexas de tons de cinza de próteses, peça por peça." Ele continuou: "eu estava, basicamente, peeling de plástico de látex de próteses fora da Iain real do corpo. Ele era uma espécie de terno - era o mesmo Que arrancar um braço. Ele era muito, muito grande de trabalho técnico para as próteses de departamento. Havia cerca de cinco ou seis caras no set naquele dia que você não pode ver, mas foram apenas fora da câmara de linha, com bombas e baldes de pus".

## Recepção

### Audiência
"Stormborn" foi visto por 9.27 milhões totais de telespectadores em sua primeira exibição na HBO. O episódio também adquiriu uma 4.33 classificação no 18–49 demográfica, tornando-o o mais bem avaliado mostrar na televisão a cabo da noite. No Reino Unido, o episódio foi visto por 2.770 milhões de espectadores no Sky Atlantic durante sua transmissão simultânea, tornando-se a maior audiência da transmissão de semana.

### Recepção da crítica
"Stormborn" recebeu elogios de críticos. O episódio tem 100% de classificação no agregador de revisão website Rotten Tomatoes a partir de 35 comentários com uma pontuação média de 8.2 de 10. O consenso do site diz: "Enquanto, necessariamente, a configuração de eventos para a temporada, "Stormborn" características atraentes discussão estratégica, e uma quebra sequência de ação para terminar o episódio com um estrondo."